# Fredrik IV av Österrike
Fredrik IV av Österrike, född 1382, död 1439, var regerande hertig av Främre Österrike från 1402 till 1439 och i Tyrolen från 1406. 